# 11 de marzo
El 11 de marzo es el 70.º (septuagésimo) día del año en el calendario gregoriano y el 71.ᵉʳ en los años bisiestos. Quedan 295 días para finalizar el año.

## Acontecimientos
- 222: el emperador Heliogábalo es asesinado junto a su madre Julia Soemia Basiana, por su guardia pretoriana durante la rebelión. Sus cuerpos mutilados son paseados por las calles de Roma antes de ser lanzados al río Tíber.
- 1387: en Castagnaro (Italia), el ejército de Padua (liderado por el condottiero inglés John Hawkwood) vence al ejército de Verona en la batalla de Castagnaro.
- 1431: Pedro García de Herrera, mariscal de Castilla, conquista la villa de Jimena de la Frontera, hasta ese momento bajo dominio nazarí (aunque durante el siglo XV cambió de manos varias veces entre musulmanes y cristianos).
- 1513: en Roma comienza el pontificado del papa León X.
- 1526: en una sala del Real Alcázar de Sevilla se casan el rey Carlos I e Isabel de Portugal, en una ceremonia oficiada por el cardenal Salviati, legado del papa Clemente VII.
- 1641: en el peñón de Mbororé (actual Argentina), los indios guaraníes que habitaban las misiones jesuíticas vencen a los bandeirantes (esclavistas portugueses tras la separación de Portugal de España) en la batalla de Mbororé.[1]
- 1702: en Londres se publica The Daily Courant, el primer periódico de publicación diaria de la historia británica.
- 1784: se firma el Tratado de Mangalore finalizando con la Segunda Guerra Anglo-Mysore.
- 1811: durante la retirada de André Masséna de las Líneas de Torres Vedras, una división liderada por el mariscal francés Michel Ney luchan con una fuerza combinada anglo-portuguesa para dar tiempo a Masséna para escaparse.
- 1848: Louis-Hippolyte Lafontaine y Robert Baldwin se convierten en los primeros ministros de la provincia de Canadá por ser democráticamente elegidos bajo un sistema semiautónomo.
- 1851: en Venecia se estrena Rigoletto de Giuseppe Verdi.
- 1854: en México, en Acapulco, Ignacio Comonfort reforma el Plan de Ayutla proclamado días antes.
- 1861: en el marco de la Guerra de Secesión se aprueba la Constitución de los Estados Confederados de América.

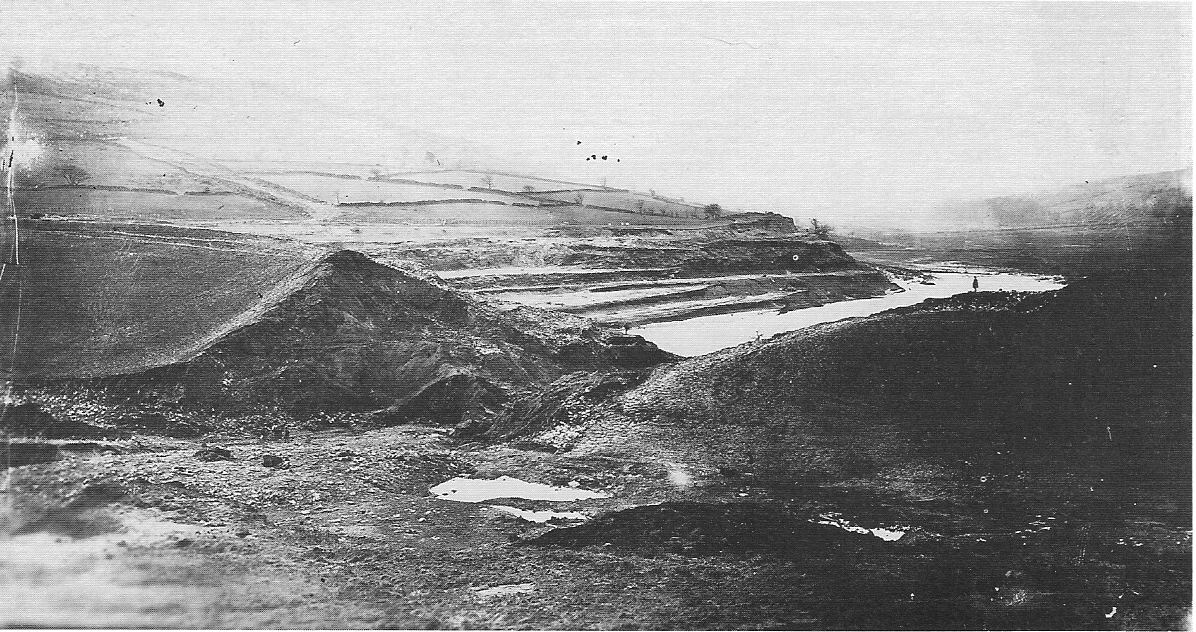
Restos de la represa Dale Dyke, en Sheffield (Reino Unido), después de la rotura del 11 de marzo de 1864 (244 víctimas).

- 1864: a 13 km de la ciudad de Sheffield (centro-norte de Inglaterra) se rompe la represa Dale Dyke la primera vez que se llena (estaba en construcción desde 1859). En la violenta inundación del valle murieron 244 personas. Las denuncias por siniestros crearon el reclamo de seguros más grande de la época victoriana.
- 1867: en París se estrena la ópera Don Carlos de Giuseppe Verdi.
- 1872: en Japón, la dinastía Meiji se anexiona el reino Ryukyu en lo que se convertiría en la prefectura de Okinawa.
- 1888: en Nueva Jersey, Nueva York, Massachusetts y Connecticut comienza la Gran Tormenta de Nieve de 1888, con vientos de 72 km/h. En los próximos tres días caerán más de 120 cm, haciendo que la gente queda encerrada en sus casas durante una semana.
- 1900: en la provincia de Almería, España, se funda el Monte de Piedad y Caja de Ahorros de Almería, en actividad hasta su integración en Unicaja en 1991.
- 1917: Venustiano Carranza es elegido presidente de México.
- 1938: en Austria, por presión de Adolf Hitler, renuncia Kurt Schuschnigg, Canciller de Austria.
- 1942: en Filipinas ―en el marco de la Segunda Guerra Mundial― el general estadounidense Douglas MacArthur abandona Corregidor.
- 1945: en el marco de la Segunda Guerra Mundial, la armada imperial japonesa lanza un ataque en gran escala de aviones kamikaze contra la armada estadounidense anclada en el atolón Ulithi.
- 1945: en el ámbito de la Segunda Guerra Mundial, la ciudad Alemana de Essen es bombardeada con 4660 toneladas de bombas que produjeron 897 víctimas mortales. Essen fue bombardeada un total de 272 ocasiones a lo largo de la guerra.[2]
- 1949: en el parque Central de La Habana (Cuba), marines estadounidenses profanan la estatua del héroe nacional cubano José Martí (1853-1895).
- 1951: en Nueva Delhi (India) culminan los I Juegos Asiáticos.
- 1953: en Estados Unidos, un tornado de 230 km/h azota Texas dejando 114 muertos.
- 1958: en la zona poco poblada de Mars Bluff (Carolina del Sur) cae accidentalmente una bomba atómica desarmada (sin material fisionable) desde un avión de la Fuerza Aérea de los Estados Unidos a 4500 m de altitud. La caída produjo la detonación de sus 3447 kg de explosivos convencionales, que creó un cráter de 23 m de diámetro y 10 m de profundidad, destruyó varias casas e hirió a una familia. (Véase el artículo Explosión de una bomba atómica en Mars Bluff).
- 1964: en Venezuela, Raúl Leoni toma posesión como presidente.
- 1971: en Gualliguaica, Chile; Ocurre un accidente ferroviario con un saldo de 12 muertos. conocido como el Accidente ferroviario de Gualliguaica.
- 1973: en Argentina, tras levantarse la proscripción contra el peronismo (vigente desde 18 años atrás), el médico peronista Héctor Cámpora triunfa en las elecciones presidenciales de marzo.
- 1976: en Salta (Argentina), once días antes del golpe de Estado contra la presidenta constitucional Isabel Martínez de Perón, la banda paramilitar ultraconservadora terrorista Triple A secuestra, tortura y asesina al médico Miguel Ragone, exgobernador peronista.
- 1985: en la Unión Soviética, Mijaíl Gorbachov llega a la presidencia.
- 1990: Lituania se separa de la Unión Soviética.
- 1990: en Chile, Patricio Aylwin, se convierte en el primer presidente electo por sufragio universal, desde la asunción de Salvador Allende en 1970. Con esto también se da término al régimen dictatorial vigente desde el golpe de 1973, dando paso a la era histórica vigente hasta la actualidad.
- 1994: en Chile, Eduardo Frei Ruiz-Tagle asume la presidencia
- 1996: en Australia, John Howard asume como primer ministro.
- 1997: en Japón ocurrió el accidente nuclear de Tokaimura.
- 1998: en Santiago de Chile, el expresidente Augusto Pinochet jura como «senador vitalicio» (lo que de por vida le dará impunidad para ser juzgado por sus crímenes), lo que provoca una escalada de violencia.
- 2000: en Chile, Ricardo Lagos Escobar asume la presidencia.
- 2003: en La Haya se constituye el Tribunal Penal Internacional.
- 2004: en las estaciones de Atocha-Cercanías, El Pozo del Tío Raimundo y Santa Eugenia de Madrid (España) suceden los atentados del 11 de marzo de 2004, con un resultado de 192 muertos y más de 1800 heridos.

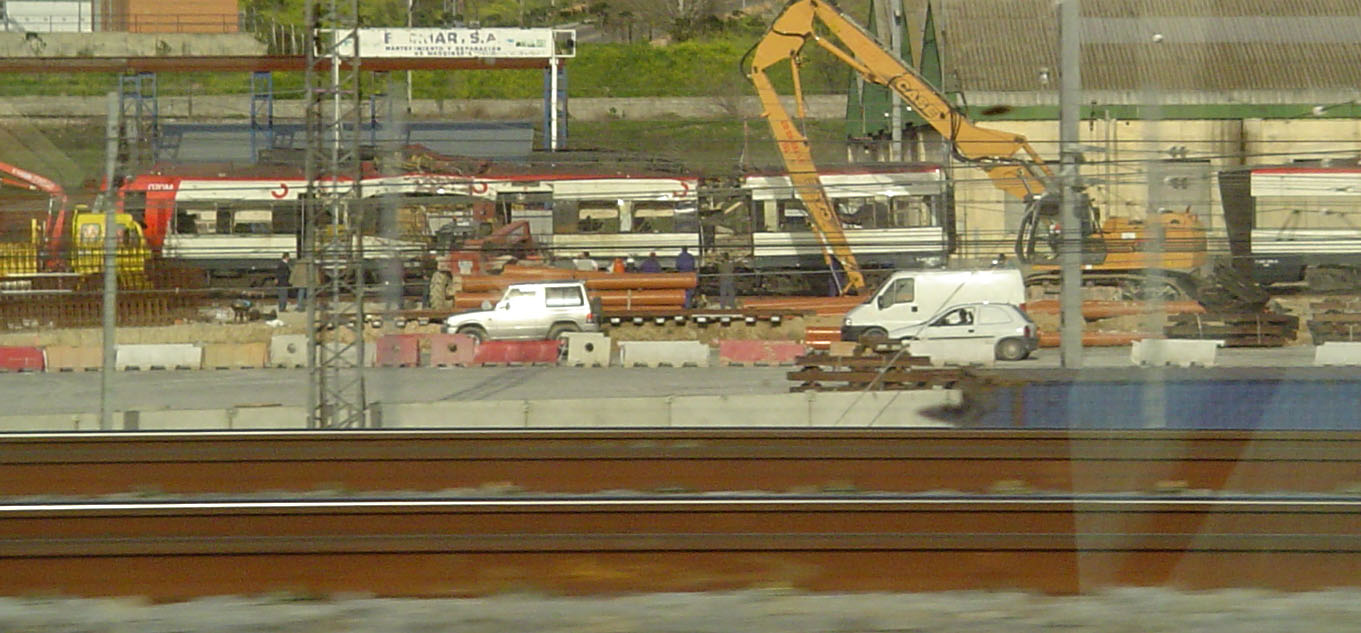
Atentados del 11M.

- Atentados del 11M.2006: en Chile, asume la presidencia Michelle Bachelet, convirtiéndose en la primera mujer elegida presidenta en el país.
- 2008: en Argentina, la presidenta Cristina Fernández de Kirchner, anuncia un nuevo plan de retenciones móviles aplicadas a la soja y al maíz, provocando la reacción de los sectores agropecuarios que decretan un paro que durará 100 días.[3]
- 2010: en Chile, asume la presidencia el empresario Sebastián Piñera, convirtiéndose en el primer presidente (desde el retorno a la democracia en 1990) del espectro político de Derecha elegido democráticamente en dicho país desde 1958.
- 2010: en Chile, se registran tres terremotos consecutivos de 7,8°, 7,6° y 6,2° réplicas del terremoto del 27 de febrero. Estos sismos ocurrieron durante la ceremonia de cambio de mando de la presidenta Michelle Bachelet a Sebastián Piñera.
- 2011: en Japón, un terremoto de magnitud 9,0 grados a 130 km de la costa provoca un tsunami que anega la costa noreste del país, causando directamente 15 836 víctimas, 3650 desaparecidos y el accidente nuclear de Fukushima I, uno de los más graves de la historia.
- 2012: en Haití nuevamente se establece el Horario de Verano después de no estar desde 2006, relojes pasan de UTC-5 a UTC-4, se estableció para optimizar el consumo de energía y se sacó decreto presidencial de cambio de hora.
- 2013: el armisticio entre Corea del Norte y Corea del Sur deja de ser válido.
- 2014: la República de Crimea declara su independencia.
- 2014: en Chile, asume la presidencia Michelle Bachelet, volviendo a asumir este cargo desde que lo dejó en 2010.
- 2018: en Chile asume la presidencia Sebastián Piñera por segunda vez, volviendo al cargo de mandatario luego de Bachelet.
- 2020: la OMS declara al COVID-19 (Coronavirus) como una pandemia. En esa fecha se contabilizaba 118 000 casos en 114 países, y 4291 personas habían perdido la vida.
- 2022: en Chile asume la presidencia Gabriel Boric, convirtiéndose en el mandatario más joven de la historia de dicho país en asumir el cargo con 36 años de edad. El inicio de su mandato marca el fin del período de los 4 gobiernos alternados entre Bachelet y Piñera que gobernaron Chile durante 16 años, entre los años 2006 y 2022.
- 2022: tras el triunfo de San Antonio Spurs sobre Utah Jazz por 104-102, Gregg Popovich superó los 1335 cotejos ganados por Don Nelson y se convirtió en el entrenador con más victorias en la historia de la NBA (1336)..

## Nacimientos
- 1544: Torquato Tasso, poeta italiano (f. 1595).
- 1725: Henry Benedict Stuart, pretendiente a la Corona británica (f. 1807).
- 1726: José Solano y Bote, militar español (f. 1806).
- 1754: Juan Meléndez Valdés, poeta español (f. 1817).
- 1763: José Miguel Pey, político colombiano (f. 1838).

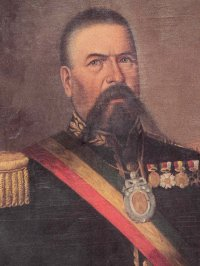
Agustín Morales.

- 1808: Agustín Morales, militar y político boliviano, presidente de Bolivia entre 1871 y 1872 (f. 1872).
- 1811: Urbain Le Verrier, matemático francés (f. 1877).
- 1818: Marius Petipa, bailarín y coreógrafo francés (f. 1910).
- 1821: Cándido Nocedal, político español (f. 1885).
- 1822: Joseph Louis François Bertrand, matemático francés (f. 1900).
- 1827: Édouard Piette, historiador y arqueólogo francés (f. 1906).
- 1842: Leandro N. Alem, político argentino, fundador de la Unión Cívica Radical (f. 1896).
- 1843: Barata Ribeiro, médico, político y escritor brasileño, primer prefecto de la ciudad de Río de Janeiro. (f. 1910).
- 1846: Constance Bache, pianista, compositora y escritora británica (f. 1903).
- 1850: Clément Duval, anarquista francés (f. 1935).
- 1858: William Cassels, misionero anglicano británico (f. 1925).
- 1869: Ángel Amor Ruibal, filósofo, lingüista y teólogo español, precursor del pensamiento lingüístico (f. 1930).
- 1870: Louis Bachelier, matemático francés (f. 1946).
- 1872: K. C. Groom, escritora británica (f. 1954).
- 1875: Narciso Alonso Cortés, poeta vallisoletano, investigador e historiador de la literatura (f. 1972).
- 1876: Panchito Gómez Toro, militar cubano, hijo de Máximo Gómez y ayudante de Antonio Maceo. (f. 1896).
- 1876: Carl Ruggles, compositor estadounidense (f. 1971).
- 1885: Malcolm Campbell, piloto de carreras británico (f. 1948).
- 1887: Raoul Walsh, cineasta estadounidense (f. 1980).
- 1890: Vannevar Bush, ingeniero y científico estadounidense (f. 1974).
- 1895: Shemp Howard, actor y comediante estadounidense, de los Tres Chiflados (f. 1955).
- 1897: Henry Cowell, compositor estadounidense (f. 1965).
- 1898: Dorothy Gish, actriz estadounidense (f. 1968).
- 1899: Federico IX, rey danés (f. 1972).
- 1905: Héctor Sgarbi, escultror y político uruguayo (f. 1982).
- 1907: José María Peñaranda, compositor colombiano (f. 2006).
- 1907: Jessie Matthews, actriz británica (f. 1981).
- 1910: Robert Havemann, químico alemán (f. 1982).
- 1912: Xavier Montsalvatge, compositor español (f. 2002).
- 1914: Pedro Escudero, cineasta, director teatral y guionista argentino (f. 1989).
- 1914: Álvaro del Portillo, sacerdote español del Opus Dei (f. 1994).
- 1915: Joseph Carl Robnett Licklider, informático estadounidense (f. 1990).
- 1916: Harold Wilson, primer ministro británico entre 1964 y 1970 (f. 1995).
- 1919: Mercer Ellington, músico, compositor y arreglista estadounidense de jazz (f. 1996).
- 1919: Kira Nikolaevna Golovko, actriz de cine y teatro soviética (f. 2007).
- 1920: Nicolaas Bloembergen, físico y profesor neerlandés, premio Nobel de Física en 1981 (f. 2017).

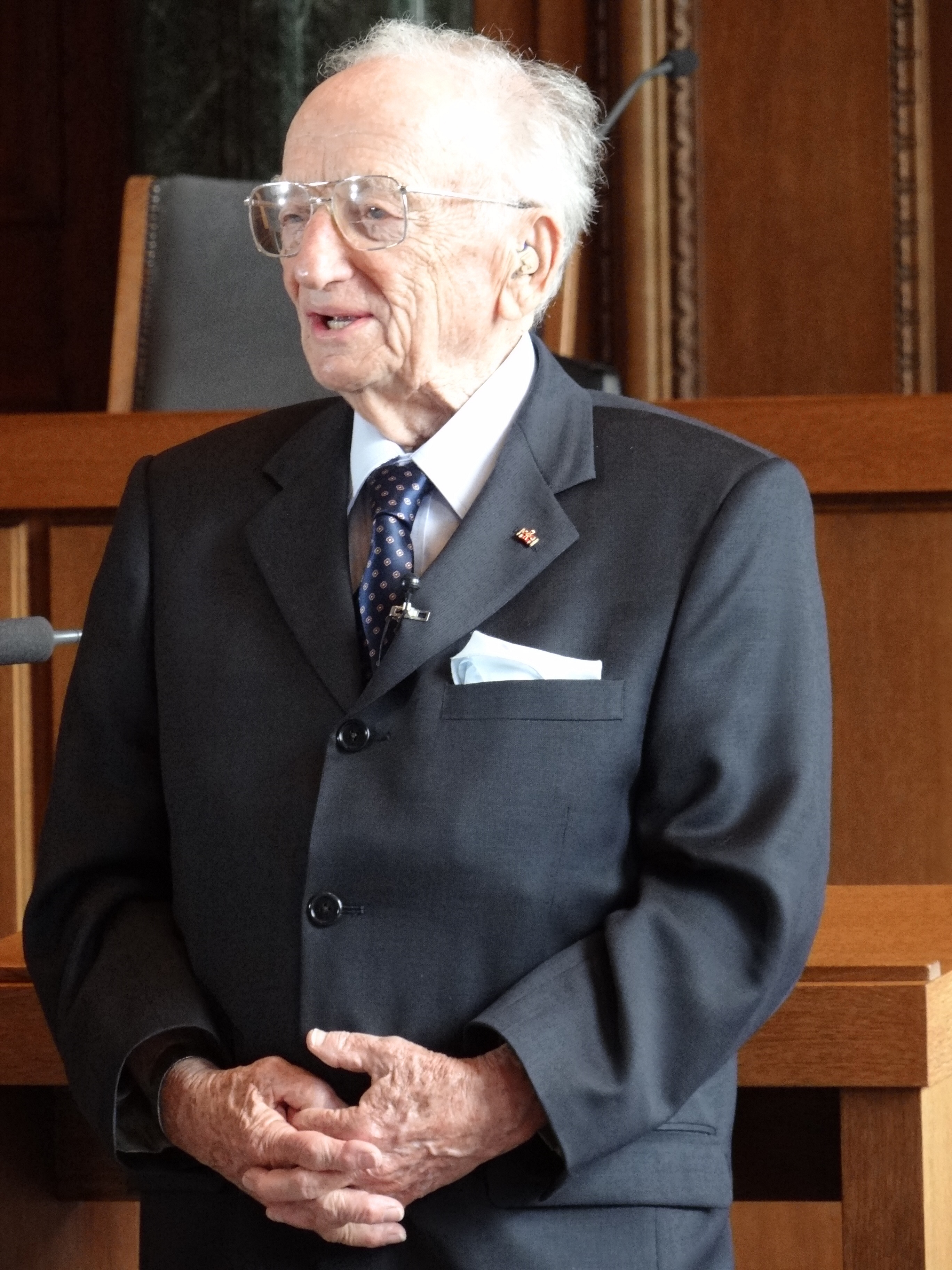
Ben Ferencz

- 1920: Ben Ferencz, abogado, jurista y fiscal estadounidense.
- 1921: Astor Piazzolla, compositor y bandoneonista argentino (f. 1992).
- 1921: Frank Harary, matemático estadounidense (f. 2005).[4]
- 1922: Cornelius Castoriadis, filósofo griego expatriado en Francia (f. 1997).
- 1922: José Luis López Vázquez, actor español (f. 2009).
- 1922: Tun Abdul Razak Hussein, primer ministro malayo (f. 1976).
- 1923: Alice von Hildebrand, filósofa, escritora, profesora universitaria y teóloga católica belga-estadounidense (f. 2022).
- 1925: Margaret Oakley Dayhoff, bióloga, química y bioinformática estadounidense (f. 1983).
- 1926: Ralph Abernathy, activista estadounidense por los derechos civiles (f. 1990).
- 1927: Josep Maria Subirachs, pintor y escultor catalán (f. 2014).
- 1927: Freda Meissner-Blau, política y activista ecologista austríaca (f. 2015).
- 1928: Albert Salmi, actor estadounidense (f. 1990).
- 1929: Ubaldo de Lío, guitarrista y compositor argentino de tango (f. 2012).
- 1930: Troy Ruttman, piloto estadounidense de automovilismo (f. 1997).
- 1931: Rupert Murdoch, empresario estadounidense nacido en Australia.
- 1931: Janosch, escritor y dibujante silesiano.
- 1933: Sandra Milo, actriz italiana.
- 1935: Nancy Kovack, actriz estadounidense de cine clásico.
- 1935: Álvaro del Portillo, ingeniero y sacerdote español, prelado del Opus Dei (f. 1994)
- 1936: Antonin Scalia, jurista estadounidense (f. 2016).
- 1936: Orestes Omar Corbatta, futbolista argentino (f. 1991).
- 1936: Harald zur Hausen, científico alemán, premio nobel de fisiología en 2008.
- 1937: Carlos Larrañaga, actor español (f. 2012)..
- 1940: Alberto Cortez, compositor y cantante argentino (f. 2019).
- 1942: Paul Leduc, director de cine mexicano (f. 2020).
- 1943: Arturo Merzario, piloto de automovilismo italiano.
- 1945: Pirri, futbolista y médico español.
- 1945: José Mari Chan, cantante filipino.
- 1947: Tristan Murail, compositor francés.
- 1948: César Gerónimo, beisbolista dominicano.
- 1948: Jim McMillian, baloncestista estadounidense (f. 2016).
- 1948: Dominique Sanda, actriz y modelo francesa.
- 1950: Bobby McFerrin, cantante estadounidense.
- 1950: Jerry Zucker, cineasta estadounidense.
- 1951: Steve David, futbolista trinitense.
- 1952: Douglas Adams, novelista británico (f. 2001).
- 1952: Ricardo Martinelli, político panameño, presidente de Panamá entre 2009 y 2014.
- 1953: László Bölöni, futbolista rumano.
- 1953: Derek Daly, piloto de automovilismo irlandés.
- 1955: Nina Hagen, cantante alemana.
- 1956: Rob Paulsen, actor de voz estadounidense.

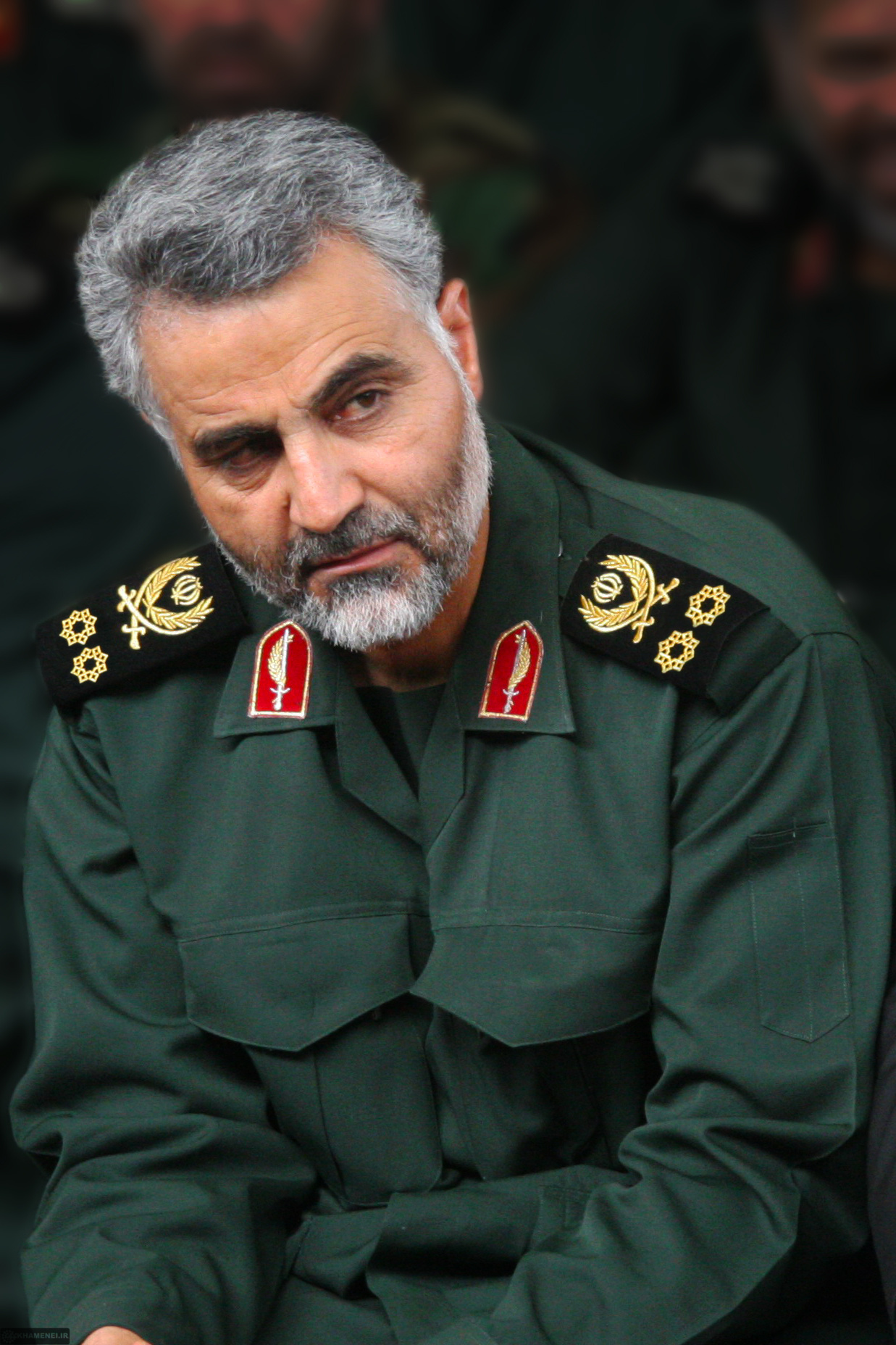
Qasem Soleimani.

- 1957: Qasem Soleimani, militar iraní (f. 2020).
- 1957: Víctor Rangel, futbolista mexicano.
- 1957: Isabel Ordaz, actriz española.
- 1958: Ghazi Mashal Ajil al-Yawer, político iraquí, presidente interino.
- 1959: Dejan Stojanović, escritor, filósofo y periodista serbio-estadounidense.
- 1959: Manuel Negrete, futbolista, entrenador y político mexicano.
- 1961: Elias Koteas, actor canadiense.
- 1961: Mohamed bin Zayed Al Nahayan, político emiratí, presidente de los Emiratos Árabes Unidos desde 2022.
- 1962: Abdullahi Mohamed, diplomático y político somalí, presidente de Somalia entre 2017 y 2022.
- 1963: Fernando Guillén Cuervo, actor español.
- 1963: Alex Kingston, actriz británica.
- 1964: Peter Berg, cineasta estadounidense.
- 1964: Leena Lehtolainen, escritora finlandesa.
- 1964: Vinnie Paul, músico estadounidense, de la banda Pantera (f. 2018).
- 1964: Shane Richie, actor británico.

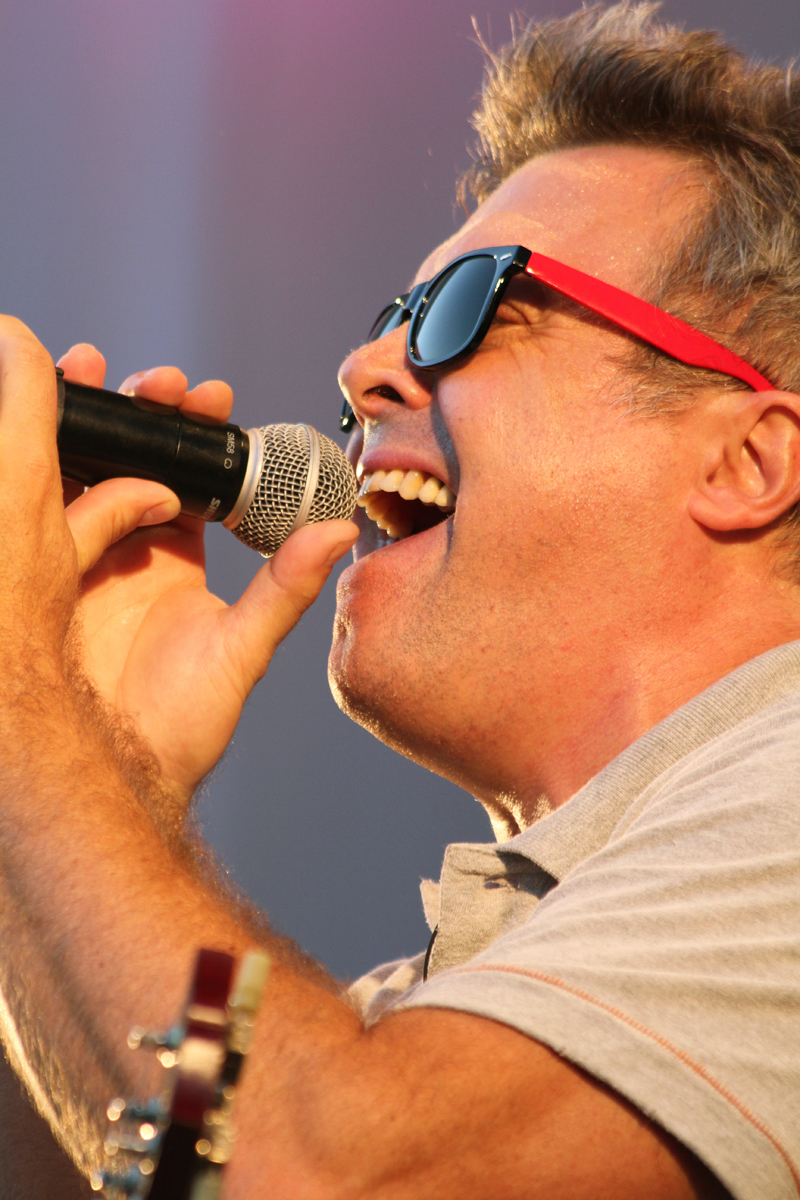
Juanchi Baleirón

- 1965: Juanchi Baleirón, cantante argentino, de la banda Los Pericos.
- 1965: Wallace Langham, actor estadounidense.
- 1965: Emilia Mazer, actriz argentina.
- 1966: Shurik'N, rapero francés.
- 1967: Cynthia Klitbo, actriz mexicana.
- 1967: John Barrowman, actor escocés.
- 1967: Renzo Gracie, luchador de artes marciales mixtas brasileño.
- 1968: Lisa Loeb, cantante estadounidense.
- 1969: Terrence Howard, actor estadounidense.
- 1971: Osqui Guzmán, actor argentino.
- 1971: Johnny Knoxville, actor y doble estadounidense.
- 1972: Benjamin Diamond, cantante francés.
- 1972: Salomón Torres, beisbolista dominicano.
- 1973: Martin Hiden, futbolista australiano.
- 1973: Tomasz Rząsa, futbolista polaco.
- 1973: Vedin Musić, futbolista bosnio.
- 1974: Bobby Abreu, beisbolista venezolano.
- 1976: Maximiliano de la Cruz, actor, humorista y conductor de televisión uruguayo.
- 1976: Thomas Gravesen, futbolista danés.
- 1976: Javier Casquero, futbolista y entrenador español.
- 1977: Andre Nickatina, rapero estadounidense.

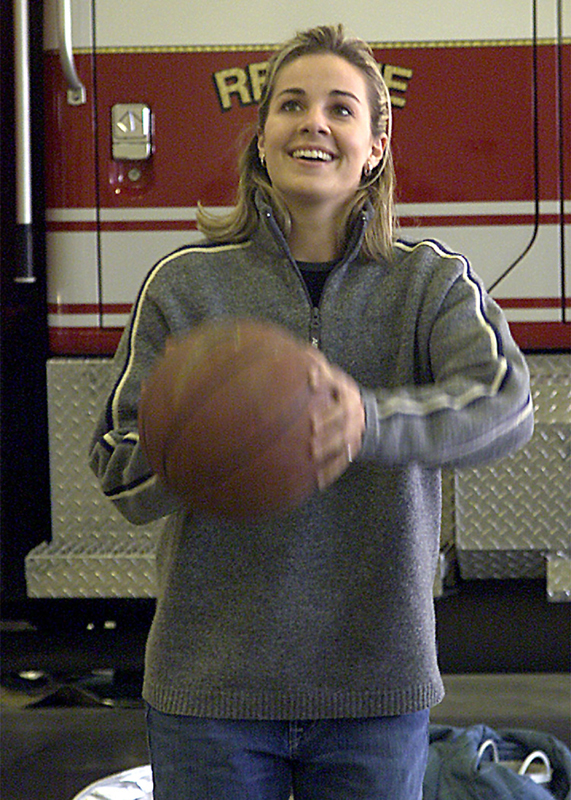
Becky Hammon

- 1977: Becky Hammon, baloncestista y entrenadora estadounidense.
- 1977: Sim Jae-won, futbolista surcoreano.
- 1977: Érick Valencia Salazar, narcotraficante mexicano.
- 1978: Albert Luque, futbolista español.
- 1978: Christopher Rice, escritor estadounidense.

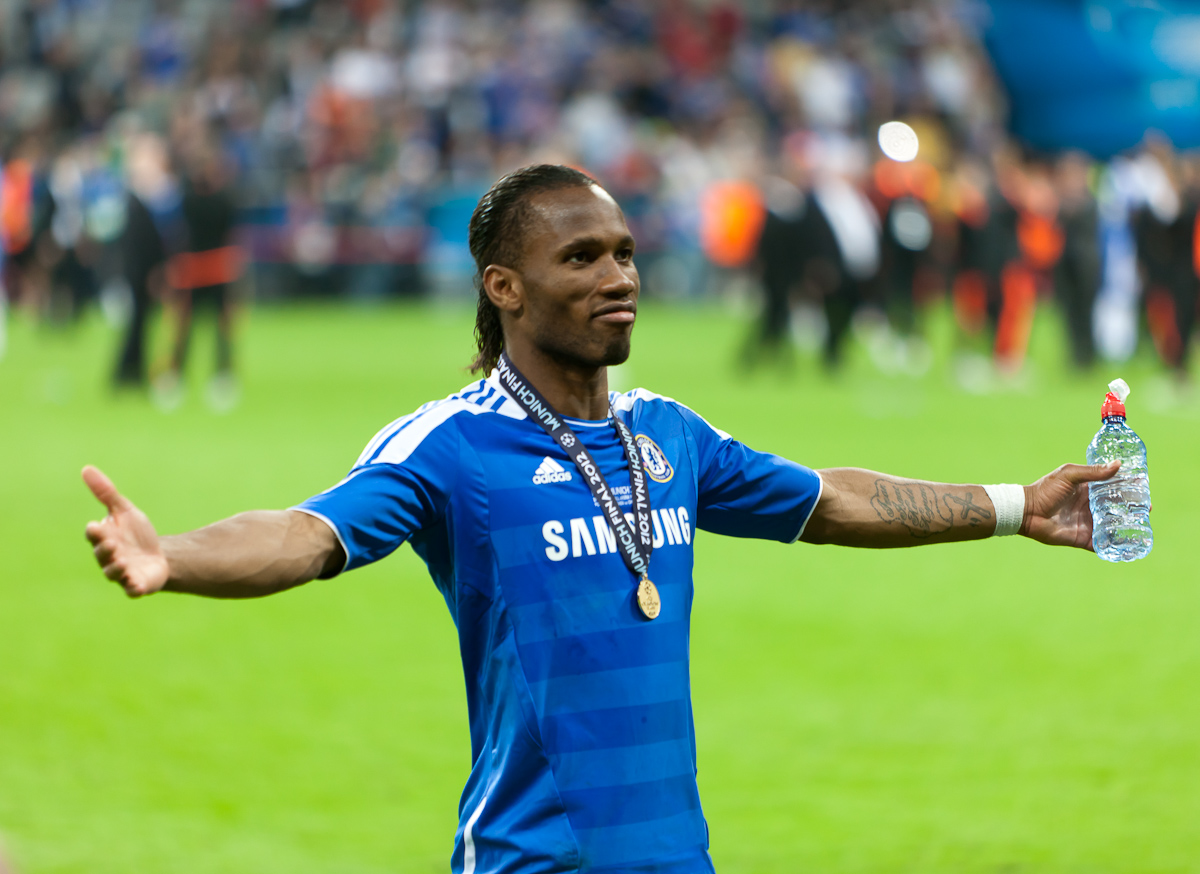
Didier Drogba

- 1978: Didier Drogba, futbolista marfileño retirado.
- 1979: Elton Brand, baloncestista estadounidense.
- 1979: Fred Jones, baloncestista estadounidense.
- 1979: Mirko Savini, futbolista y entrenador italiano.
- 1979: Gueorgui Péyev, futbolista búlgaro.
- 1979: Arturo Sanhueza, futbolista chileno.
- 1979: Jassim Mohammed Ghulam, futbolista iraquí.

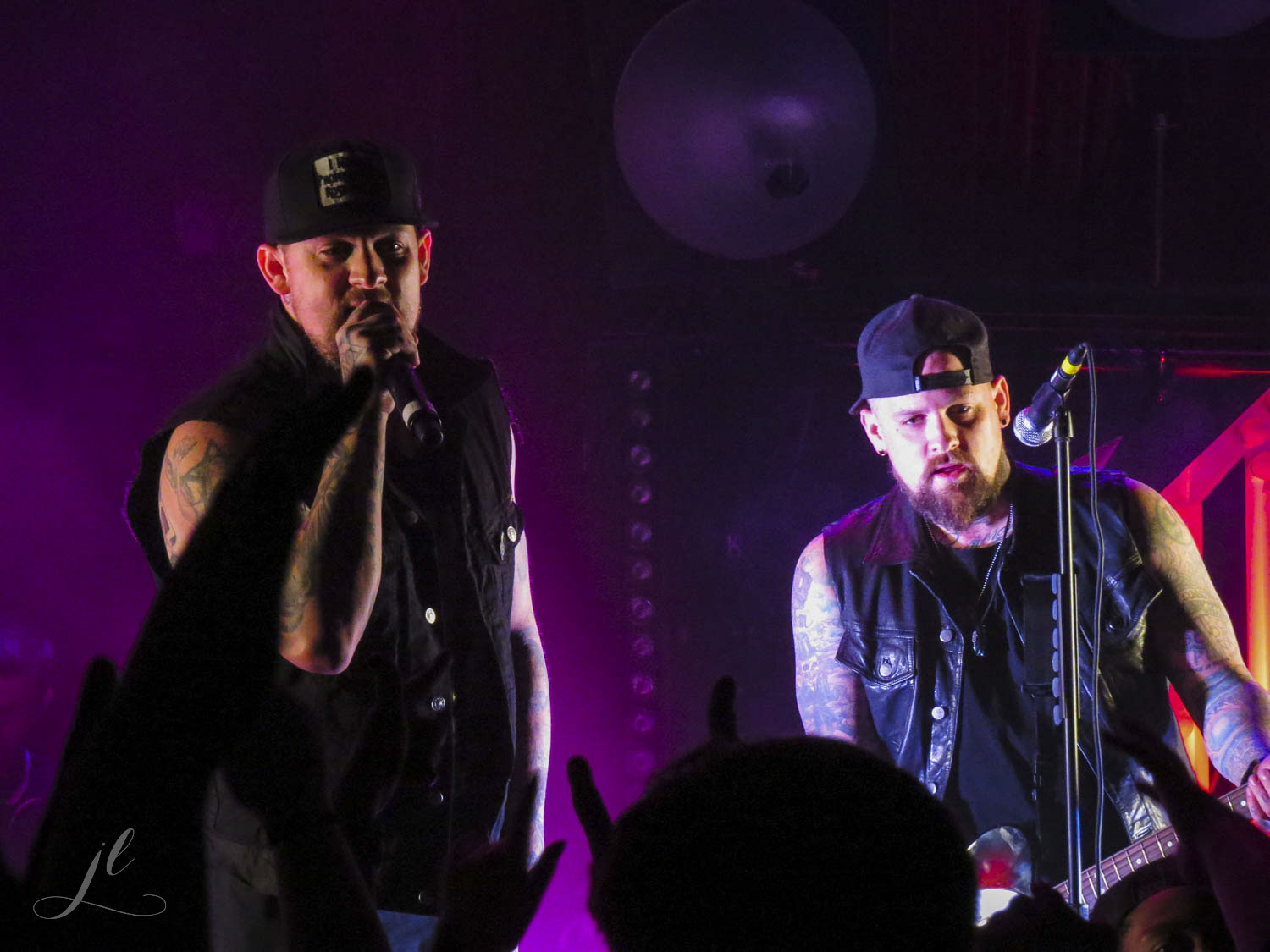
Benji y Joel Madden

- 1979: Benji y Joel Madden, cantante y guitarrista estadounidenses, de Good Charlotte.
- 1980: Paul Scharner, futbolista austriaco.
- 1981: David Anders, actor estadounidense.
- 1981: Russell Lissack, músico británico, de la banda Bloc Party.
- 1981: LeToya Luckett, cantante estadounidense, fundadora de la banda Destiny's Child.
- 1981: Paul Wall, rapero y DJ estadounidense.
- 1982: Thora Birch, actriz estadounidense.
- 1982: Patrícia Araújo, actriz pornográfica transexual brasileña (f. 2019).
- 1982: Ahn Si-ha, actriz surcoreana.
- 1983: Edita Guerrero, cantante peruana de cumbia peruana y miembro fundador del grupo musical Corazón Serrano (f. 2014).
- 1985: Armando Panceri, futbolista argentino.
- 1986: Mariko Shinoda, actriz, cantante y modelo japonesa.
- 1987: Alec Dufty, futbolista estadounidense.

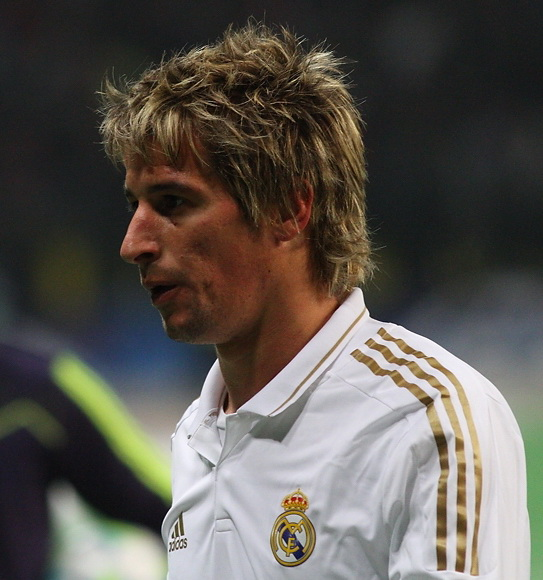
Fábio Coentrão

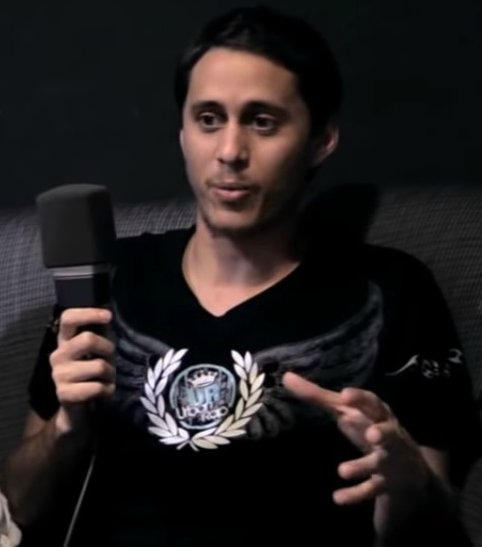
Canserbero.

- 1988: Fábio Coentrão, futbolista portugués.
- 1988: Sebastián Ribas, futbolista uruguayo.
- 1988: Canserbero, rapero y compositor venezolano (f. 2015).
- 1989: Anton Yelchin, actor ruso (f. 2016).
- 1990: Paul Rodriguez, geógrafo peruano.
- 1991: Jack Rodwell, futbolista británico.
- 1991: Alessandro Florenzi, futbolista italiano.
- 1992: Sacha Parkinson, actriz británica.
- 1992: Nao Tōyama, actriz de voz japonesa.
- 1992: Manuel Senni, ciclista italiano.

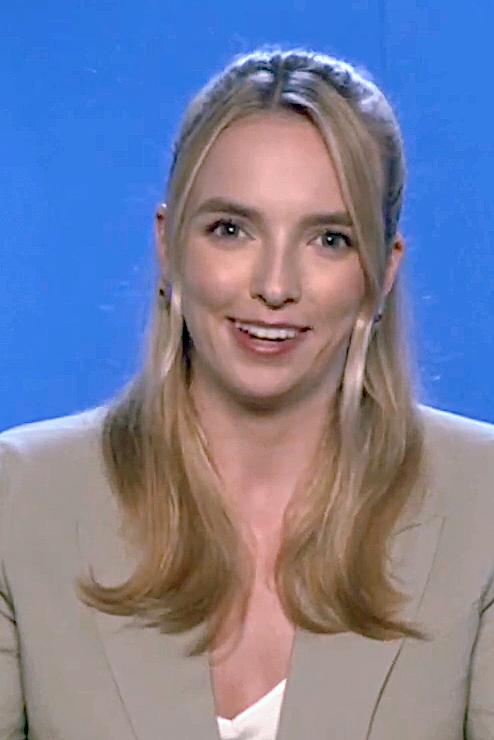
Jodie Comer

- 1993: Jodie Comer, actriz británica.
- 1993: Simon Hedlund, futbolista sueco.
- 1993: Marius Lode, futbolista noruego.
- 1993: Noboru Shimura, futbolista japonés.
- 1994: Andrew Robertson, futbolista escocés.
- 1994: Carlos Mané, futbolista portugués.
- 1995: Jaime Sánchez Muñoz, futbolista español.
- 1995: Moisés Roberto Barbosa, futbolista brasileño.
- 1995: Zé Welison, futbolista brasileño.
- 1995: Kazuki Fukai, futbolista japonés.
- 1996: Matthew Aldridge, remero británico.
- 1996: Kalle Berglund, atleta sueco.
- 1996: Elio Capradossi, futbolista italiano.
- 1996: Salvador Cordero Leiva, futbolista chileno.
- 1997: Matreya Fedor, actriz canadiense.
- 1997: Javier Jiménez García, futbolista español.
- 1997: Guillermo Campra, actor español.
- 1997: Giovanni Lombardi, futbolista italiano.
- 1997: Ray Spalding, baloncestista estadounidense.
- 1998: Miguel Ángel Rubio Lestan, futbolista español.
- 1998: Guillermo May, futbolista uruguayo.
- 1998: Axel Disasi, futbolista francés.
- 1999: Ibrahima Niane, futbolista senegalés.
- 1999: Mirko Antonucci, futbolista italiano.
- 1999: Jasmijn Lau, atleta neerlandesa.
- 1999: Stiven Plaza, futbolista ecuatoriano.
- 1999: Peter Stümer, baloncestista sueco.
- 1999: Csaba Zalka, piragüista eslovaco.
- 1999: Joshua Navarro, futbolista costarricense.
- 1999: Jon Cintado Arteche, taekwondista español.
- 1999: Brandon Labrosse, futbolista seychelense.
- 2000: Matías Pellegrini, futbolista argentino.
- 2000: Elías Ólafsson, futbolista islandés.
- 2000: Daniel Monardes, futbolista chileno.
- 2000: Berenice Muñoz, futbolista mexicana.
- 2000: Agustín Obando, futbolista argentino.
- 2000: Jusuf Gazibegović, futbolista austriaco-bosnio.
- 2000: Karolis Uzėla, futbolista lituano.
- 2000: Lu Kaiman, tiradora china.
- 2000: Jordan Minor, baloncestista estadounidense.
- 2003: Sebastiano Desplanches, futbolista italiano.

## Fallecimientos
- 222: Heliogábalo, emperador romano (n. cerca de 203).
- 222: Julia Soemia Basiana, madre del emperador Heliogábalo (n. 180).
- 859: Eulogio de Córdoba, clérigo mozárabe (n. 800).
- 1198: María de Francia, mecenas y aristócrata francesa (n. 1145).
- 1275: Bohemundo VI, príncipe antioqueno (n. 1237).
- 1486: Alberto III Aquiles, aristócrata alemán (n. 1414).
- 1514: Donato Bramante, arquitecto italiano (n. 1444).
- 1514: Carlota de Albret, dama de Châlus y duquesa Valentinois (n. 1480).
- 1575: Flacio Illirico, reformista croata (n. 1520).
- 1602: Emilio de'Cavalieri, compositor italiano (n. 1550).
- 1607: Giovanni María Nanino, compositor italiano (n. 1544).
- 1722: John Toland, filósofo irlandés (n. 1670).
- 1820: Benjamin West, pintor estadounidense (n. 1738).
- 1841: José de Fábrega, militar panameño, prócer de la independencia de su país (n. 1774).
- 1845: Johnny Appleseed, agrónomo estadounidense (n. 1774).
- 1857: Manuel José Quintana, escritor español (n. 1772).
- 1858: Tomás Roda Rodríguez, obispo español (n. 1779).
- 1862: José Lázaro de la Garza y Ballesteros, obispo mexicano, 27° arzobispo de México (n. 1785).
- 1869: Vladimir Odoevsky, filósofo ruso (n. 1803).
- 1874: Charles Sumner, político estadounidense (n. 1811).
- 1898: Tigran Chukhacheán, compositor armenio (n. 1837).
- 1898: William Rosecrans, general estadounidense (n. 1819).
- 1907: Jean Casimir-Perier, político francés (n. 1847).
- 1908: Edmundo de Amicis, escritor italiano (n. 1846).
- 1920: Julio Garavito Armero, astrónomo y economista colombiano (n. 1865).
- 1925: José María del Canto Arteaga, militar chileno (n. 1840).
- 1926: Usui Mikao, místico japonés, creador del reiki (n. 1865).
- 1931: F. W. Murnau, cineasta alemán (n. 1888).
- 1936: David Beatty, almirante británico (n. 1871).
- 1942: Enric Morera i Viura, compositor español (n. 1865).
- 1949: Anastasios Charalabis, general y político griego (n. 1862).
- 1949: Henri Giraud, militar francés (n. 1879).
- 1950: Heinrich Mann, escritor alemán (n. 1871).
- 1952: Pierre Renoir (66), actor francés de cine y teatro (n. 1885).
- 1955: Alexander Fleming, biólogo británico (n. 1881).
- 1955: Oscar Mayer, empresario estadounidense (n. 1859).
- 1957: Richard E. Byrd, explorador estadounidense que afirmó falsamente haber sobrevolado los polos (n. 1888).
- 1958: Ole Kirk Christiansen, inventor de Legos (n. 1891).
- 1960: Roy Chapman Andrews, explorador estadounidense (n. 1884).
- 1967: Francisco Petrone, actor argentino (n. 1902).
- 1967: Geraldine Farrar, cantante y actriz estadounidense (n. 1882).
- 1969: John Wyndham, escritor británico (n. 1903).
- 1970: Erle Stanley Gardner, escritor estadounidense (n. 1889).
- 1972: Fredric Brown, escritor estadounidense (n. 1906).
- 1977: Alberto Rodríguez Larreta, piloto de carreras argentino (n. 1934).
- 1978: Claude François, cantante francés (n. 1939).
- 1980: Julio de Caro, compositor argentino (n. 1899).
- 1982: Horace Gregory, poeta, traductor, y académico estadounidense (n. 1898).
- 1986: Sonny Terry, músico estadounidense de blues (n. 1911).
- 1989: John J. McCloy, abogado y banquero estadounidense (n. 1895).
- 1991: Maria Reining, soprano austriaca (n. 1903).
- 1991: Rafael Santa Cruz, torero peruano (n. 1928).
- 1992: Richard Brooks, cineasta estadounidense (n. 1912).
- 1992: Joaquín Satrústegui, abogado y político español (n. 1909).
- 1997: Tío Johnny, animador infantil y presentador de televisión peruano (n. 1936).
- 1998: Manuel Piñeiro, político y militar cubano (n. 1933).
- 2000: René Cóspito, músico y actor argentino (n. 1905).
- 2000: Laureano López Rodó, político español (n. 1920).
- 2001: Eugenio Jofra Bofarull, humorista español (n. 1941).
- 2001: Raúl Calviño, locutor argentino (n. 1934).
- 2001: Pedro Quetglas Ferrer "Xam", promotor cultural, educador, así como dibujante, caricaturista, cartelista, grabador y pintor español (n. 1915).
- 2002: Rudolf Hell, inventor e ingeniero alemán (n. 1901).
- 2002: James Tobin, economista estadounidense (n. 1918).
- 2005: Karen Wynn Fonstad, ilustradora británica (n. 1945).
- 2006: Slobodan Milošević, político serbio (n. 1941).
- 2006: Jesús Rollán, waterpolista español (n. 1968).
- 2006: José Luis Martínez Sansalvador, actor, director, y ajustador de doblaje español (n. 1933).
- 2007: Betty Hutton, actriz estadounidense (n. 1921).
- 2011: Rita Guerrero, actriz, cantante y soprano mexicana (n. 1964).
- 2015: Alejandro Rebollo, abogado y político español (n. 1934).
- 2016: Keith Emerson, músico, pianista y compositor británico (n. 1944).
- 2017: Ángel Parra, cantautor chileno (n. 1943).
- 2018: Alba Arnova, actriz y bailarina argentina (n. 1930).
- 2018: Baltasar Corrada del Río, político y jurista puertorriqueño (n. 1935).
- 2018: Mario Vegetti, historiador italiano (n. 1937).
- 2020: Javier Hervada, filósofo del derecho, iusteórico y canonista español (n. 1934).
- 2020: Raúl Ordóñez, tenista colombiano (n. 1968).
- 2021: Luis Palau, evangelista, conferencista y escritor argentino (n. 1934).
- 2021: Florentín Giménez, compositor y concertista paraguayo (n. 1925).
- 2021: Coco Díaz, cantautor, compositor y humorista de folclore argentino (n. 1936).
- 2022: Gerardo Rozín, periodista, productor y presentador de radio y televisión argentino (n. 1970).
- 2022: Rupiah Banda, político zambiano, presidente de Zambia entre 2008 y 2011 (n. 1937).
- 2023: Ignacio López Tarso, primer actor mexicano (n. 1925)
- 2023: Alberto Pascutti, futbolista y entrenador argentino (n. 1958).
- 2025: Horst Paulmann, empresario chileno alemán (n. 1935).

## Celebraciones
- Día Mundial de la Fontanería o Día Mundial de la Plomería.[5]
Fecha fue creada por el Consejo Mundial de la Fontanería (en inglés: World Plumbing Council) para sensibilizar a la sociedad sobre la importancia de esta industria y reconocer el papel esencial que desempeña la plomería en la protección de la salud pública, el avance de las soluciones de agua y el impulso de la prosperidad económica. Por pura casualidad, esta profesión celebra su fecha justo al día siguiente de la jornada dedicada a Super Mario Bros.[6]
(en inglés: World Plumbing Day).

- Día Internacional de la Siesta o Día Mundial de la Siesta.[7]
Se dice que la siesta es una práctica que ayuda a recuperar el sueño perdido, mejorar la memoria y el estado de ánimo. Según una investigación realizada por la NASA, para que la siesta sea perfecta debe durar 26 minutos porque puede aumentar el estado de alerta en un 54%.[8]

Compartidas
- Unión Europea:
  - Día Europeo en Memoria de las Víctimas del Terrorismo.
Conmemoración creada por la Comisión Europea para recordar los atentados del 11 de marzo de 2004 en Madrid, España.[9]

Por países
(Por orden alfabético)
- Arabia Saudita:
  - Día de la Bandera.[10]

- Argentina:
  - Día Nacional de la Lucha contra la Violencia de Género en los Medios de Comunicación.[11]
Establecido mediante la Ley 27.176, sancionada en el 2015.

- Australia:
  - Camberra: Día de Camberra.
  - Australia del Sur: Día de la Copa de Adelaida.

- Belice:
  - Día de los Héroes y Benefactores Nacionales.[12]

- Estados Unidos:
  - Día Nacional del 311.[13]Línea telefónica de ayuda para información, sin ser de emergencias.
(en inglés: 311 Day).

- Indonesia:
  - Hari Raya Nyepi.[12]

- Lesoto:
  - Día de Moshoeshoe I.[12]

- Lituania:
  - Restauración del Día de la Independencia.[12]

- Nepal
  - Gyalpo Lhosar.[12]

- República Dominicana:
  - Aniversario de la fundación del Cuerpo de Bomberos de Santo Domingo, Distrito Nacional. La población dominicana pensó por mucho tiempo que el 11 de marzo era el Día del Bombero, pero en realidad ese día corresponde solamente al aniversario de la fundación. El Decreto N.º 9388, promulgado el 8 de octubre de 1953 establece el segundo domingo de marzo de cada año como el "Día del Bombero", según lo firmado en el año 1954 por el presidente Héctor Bienvenido Trujillo que es realmente la fecha que corresponde.
Fundación: 11 de marzo de 1928 (97 años).

### Santoral católico

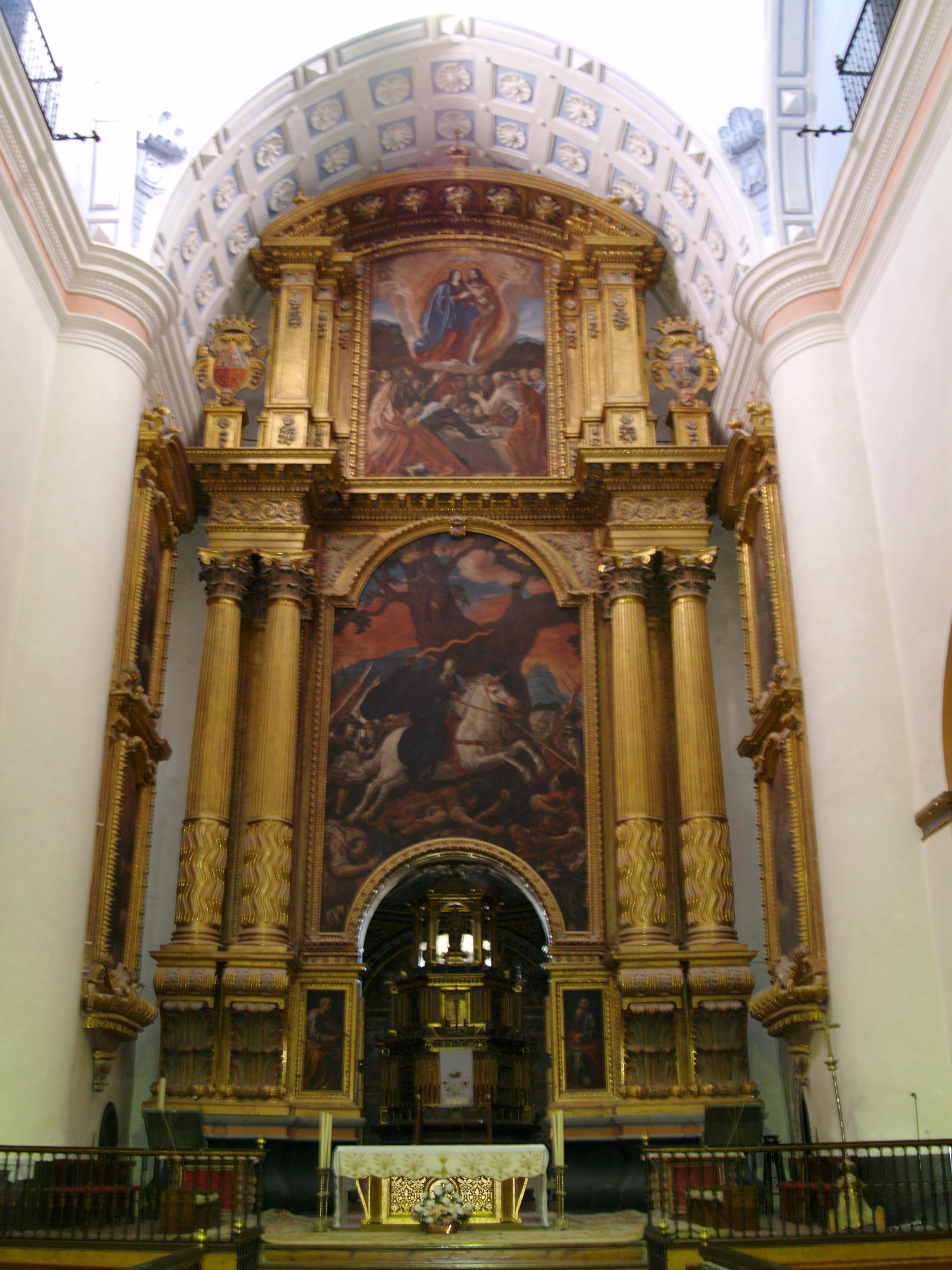
Santa Áurea de San Millán en el altar de la iglesia del Monasterio de San Millán de Yuso en La Rioja (España).

- Festejo del día: Santa Áurea de San Millán.[14](imagen ilustrativa).
- San Pionio de Esmirna, presbítero y mártir (f. c. 250).[14]
- Santos Trófimo y Talo de Laodicea, mártires (s. IV).
- San Constantino de Escocia, rey y mártir (s. VI).[15][14]
- San Vicente de León, abad (f. 630).[14]
- San Sofronio de Jerusalén, obispo (f. 639).[16][14]
- San Vidiciano de Cambrai, obispo (f. c. 712).[14]
- San Benito de Milán, obispo (f. 725).[14]
- San Oengo de Tallaght “Cúldeo”, monje (f. c. 824).[14]
- San Eulogio de Córdoba, presbítero y mártir (f. 859).[17]
- Beato Juan Bautista de Fabriano Righi, presbítero (f. 1539).[14]
- Beato Tomás Atkinson, presbítero y mártir (f. 1616).[14]
- Beato Juan Kearney, presbítero y mártir (f. 1653).[14]
- Santo Domingo Câm, presbítero y mártir (f. 1859).[14]
- Santos Marcos Chng Ui-ba y Alejo U Se-yong, mártires (f. 1866).